# Sertularia converrucosa
Sertularia converrucosa är en nässeldjursart som beskrevs av Nikolai Alexsandrovich Naumov 1960. Sertularia converrucosa ingår i släktet Sertularia och familjen Sertulariidae. Inga underarter finns listade i Catalogue of Life.